# Баацагаан
Баацагаан (монг. Баацагаан) — сомон аймака Баянхонгор в Южной Монголии, площадь которого составляет 7 447 км². Численность населения по данным 2006 года составила 3 568 человек.
Центр сомона — посёлок Баянсайр, расположенный в 125 километрах от административного центра аймака — города Баянхонгор и в 625 километрах от столицы страны — Улан-Батора. Климат резко континентальный.